# الهبیل
ال هبیل یک منطقهٔ مسکونی در یمن است که در استان ابین واقع شده‌است.